# 後漢末

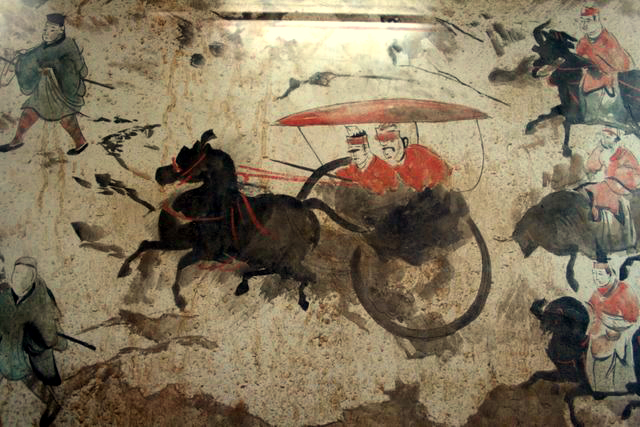
洛陽市の墓の9台のチャリオット、50頭の馬、70人を超える人の後漢のフレスコ

後漢末（ごかんまつ）とは、中国の歴史のうち、大まかに漢の最後の統治者献帝の時代、及び三国時代を指す。後漢末期には黄巾の乱による混乱により董卓が擡頭、群雄が割拠するに至った。群雄の一人曹操は献帝とその宮廷を支配し、国の再統一を推し進めた。実際には皇帝は人質であったが、曹操は表向きは献帝の臣下であった。
中国を再統一する曹操の努力は曹操軍が孫権と劉備の連合軍に敗れた赤壁の戦いで頓挫した。曹操の息子で後継者の曹丕は後漢の献帝に禅譲を行うよう圧力を掛け、最終的に献帝は曹丕に帝位を禅譲し漢王朝は滅亡した。曹丕は魏を建国し、自らが皇帝として即位した。応えて劉備は221年に蜀漢の皇帝であると宣言し、孫権は229年に呉の皇帝であると宣言した。220年に漢(後漢)が滅亡、中国に再び統一王朝晋が成立したのは280年であった。

## 王朝の権威の失墜（184年–191年）

### 黄巾の乱と分散化（184年–189年）

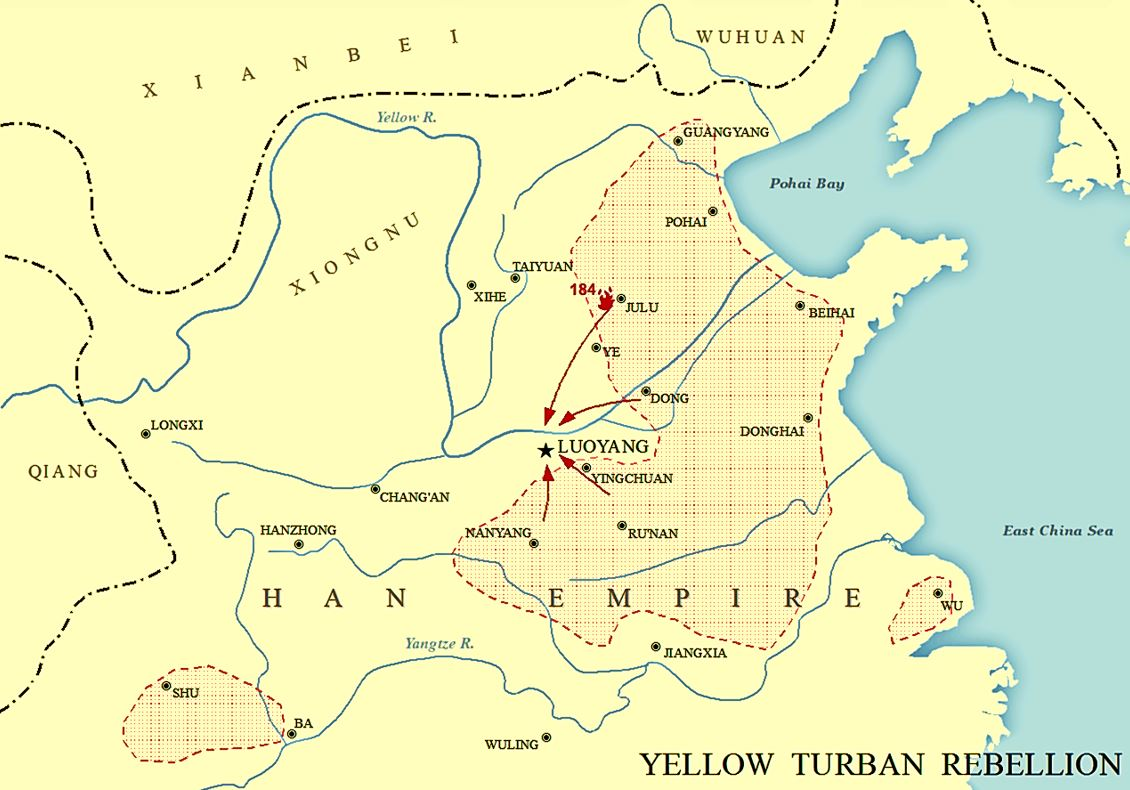
黄巾の乱を示す地図

霊帝（劉宏/在位168年–189年）の統治の終わりに向けて、多くの官吏は霊帝が崩殂して直ぐの凋落と政治的混乱を予感した。この官吏の一人劉焉は188年に、霊帝に黄巾の乱など当時の土地利用に関する反乱の根源が刺史に実質的な行政権が欠けていることであることを示唆した。劉焉に進言され納得した霊帝は刺史の肩書きを牧に変え、徴税し国境で軍を指揮する権限を認めた（現代の河北省北部や北京市、天津市、遼寧省を含む）。幽州の牧に任命された劉虞などの数人の重要な官吏も牧になった一方で劉焉は（四川盆地を含む）益州の牧に任じられた。この各地の牧の影響が増大することで後の群雄が漢の広大な地域を支配する基礎を形成した。

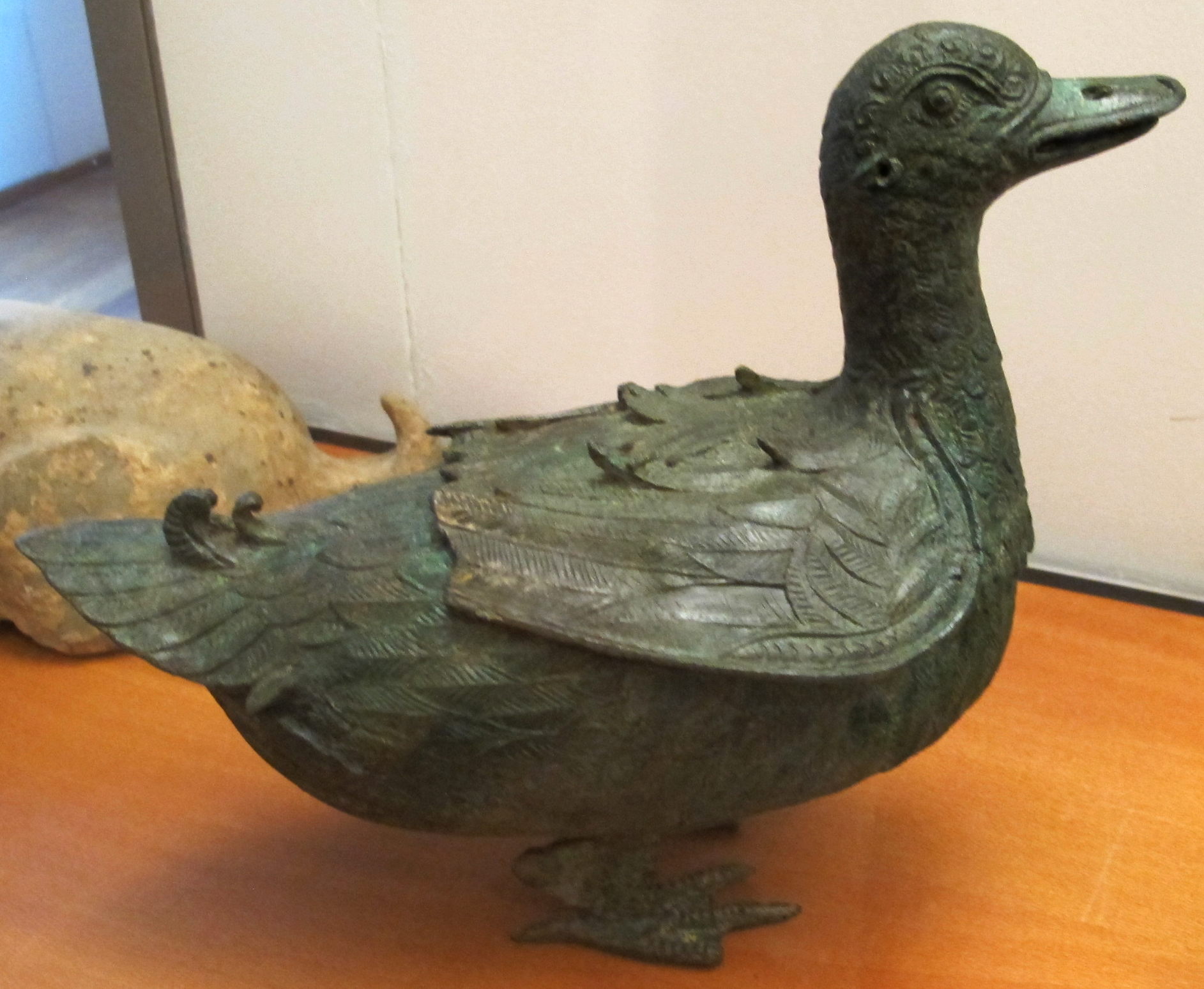
家鴨の形をした後漢の香炉と銅像

### 権力闘争（189年）
霊帝は189年に崩御し、霊思何皇后に生まれた13歳の少帝弁が践祚した。霊思何皇后は異母兄の何進が宮廷で最も強力な官吏になった一方で、今では皇太后になった自分は少帝弁の摂政になった。何進と袁紹は宮廷で影響力のある宦官の集団・十常侍の鏖殺を企んだが、皇太后がこの策に賛成しなかった。宿命的な動きの中で、何進は十常侍を鏖殺するよう皇太后に圧力をかけるために、首都洛陽に行進する董卓を呼んだ。宦官が何進の企みに気付くと、宮廷に誘き出し、暗殺した（189年9月22日）。応えて袁紹が近衛兵を率いて手当たり次第に宦官を虐殺した。生き残った宦官は少帝弁と、祖母の孝仁董皇后に育てられた弟の8歳の劉協を誘拐し、黄河に向けて北に逃げたが、最後は川に投身して自殺せざるを得なかった。
董卓が現場に到着し少帝弁と劉協を発見した。劉協は大人しく冷静であった一方で、少帝弁は神経質で怯えているようであり、董卓に宮殿へ連れて行くよう命令した。董卓はこの機会を利用して政権を壟断し自分の軍隊を首都に引き入れた。程なく董卓は少帝弁を毒殺し、代わって劉協(献帝)を践祚させた。董卓は引き続き宮廷を牛耳り、自ら前漢の蕭何以来空位であった肩書き「相国」に任じ、董卓は武器を置き靴を脱がずに宮廷に上がれる特権も自分に認めた。

### 反董卓の抵抗運動（189年–191年）

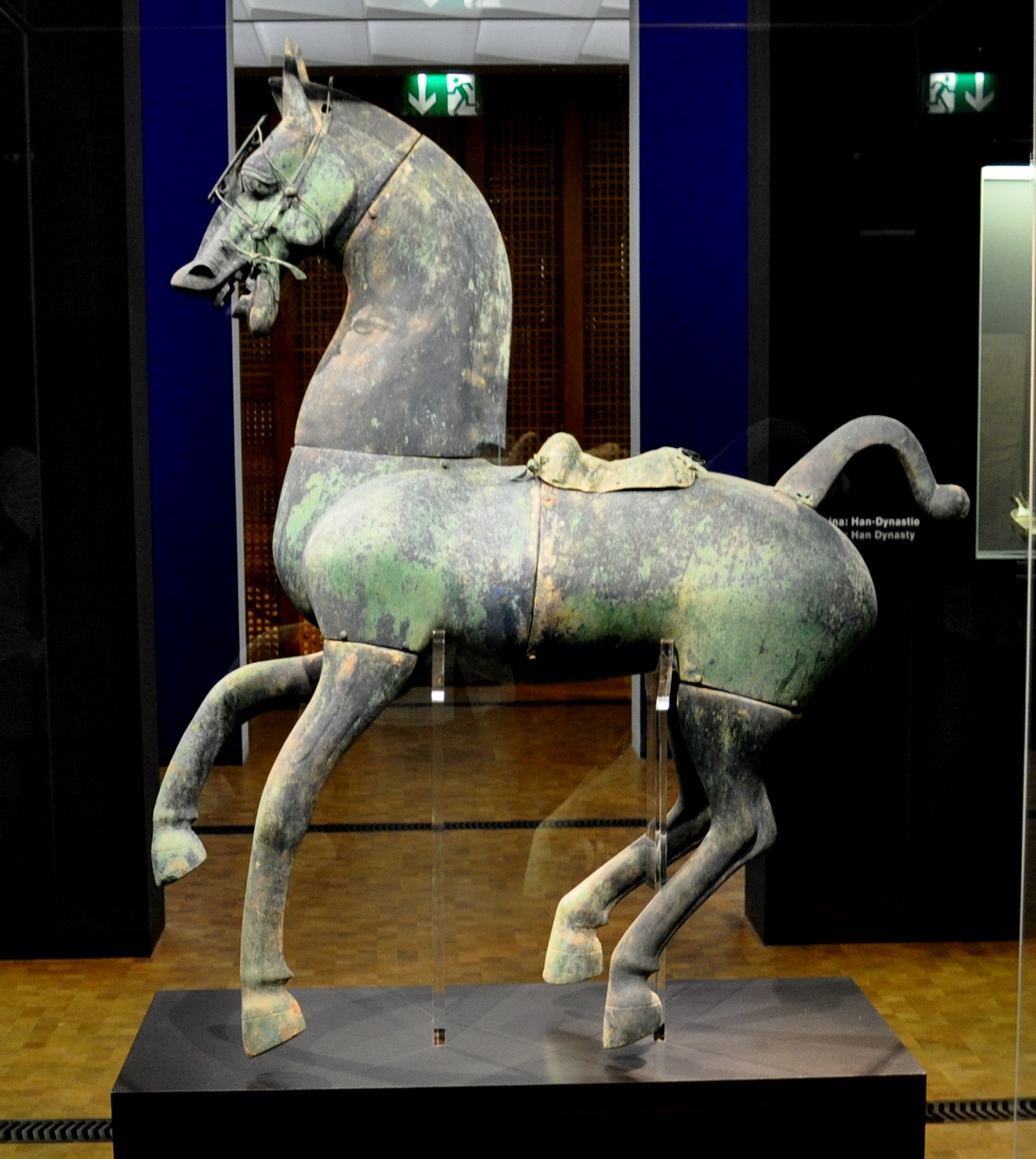
後漢の飛び跳ねる馬（銅像）、2世紀

190年春に董卓が帝位の簒奪を企み事実上献帝を誘拐したと言い乍ら、橋瑁ら官吏や各地の群雄が反董卓連合を結成した。勃海郡（現代の河北省滄州市周辺）の行政官袁紹が連合の盟主に推薦された。連合軍は河内郡（現代の河南省焦作市）に駐屯し、首都洛陽に移動する準備ができたようであった。然し、連合は実際には組織されてはおらず、袁紹は事実上全軍を指揮することはなかった。剰え、連合に加わった者も董卓と董卓の強力な涼州軍に直接立ち向かうことに躊躇した。更に董卓は不安で連合から逃れるために西の長安に遷都することを選び、約1か月後に董卓は洛陽の住民や献帝、宮廷などを長安に移動させ、その過程で嘗ての首都・洛陽を焼き払うよう命じた。移動中に董卓は洛陽近郊に留まり連合軍の攻撃に備える準備をした。191年、連合軍は漢朝の王族の後裔であることから皇帝になる資格のある劉虞に即位するよう求めることで、董卓の立場を更に違法なものにしようとした（最終的に劉虞は献帝への忠誠を貫き帝位の推戴を拒んだため未遂に終わった）。連合軍参戦者が戦闘計画について諍いを続けたため、袁術麾下の将軍孫堅は考えられる危険を採って洛陽近郊で直接董卓を攻撃した。董卓軍に数回勝利を収めると、軈て董卓を長安に撤退させ、洛陽は連合軍が支配することになった。
191年末までの続く期間に連合軍参戦者が各自の拠点に戻りながら連合軍は反董卓の更なる行動を取ることを止め後に解散した。暫くして数人の官吏が諸侯王のようにそれぞれの領土を支配することを考え始めた。また、当時擡頭した群雄には次のような者が居た。
- 袁紹は191年に韓馥より冀州の支配権を簒奪した。
- 劉焉は益州を支配した。
- 劉表は荊州を支配した。
- 袁術は淮河の南の地域を支配した。

## 董卓の死と打ち続く戦乱（192年–196年）

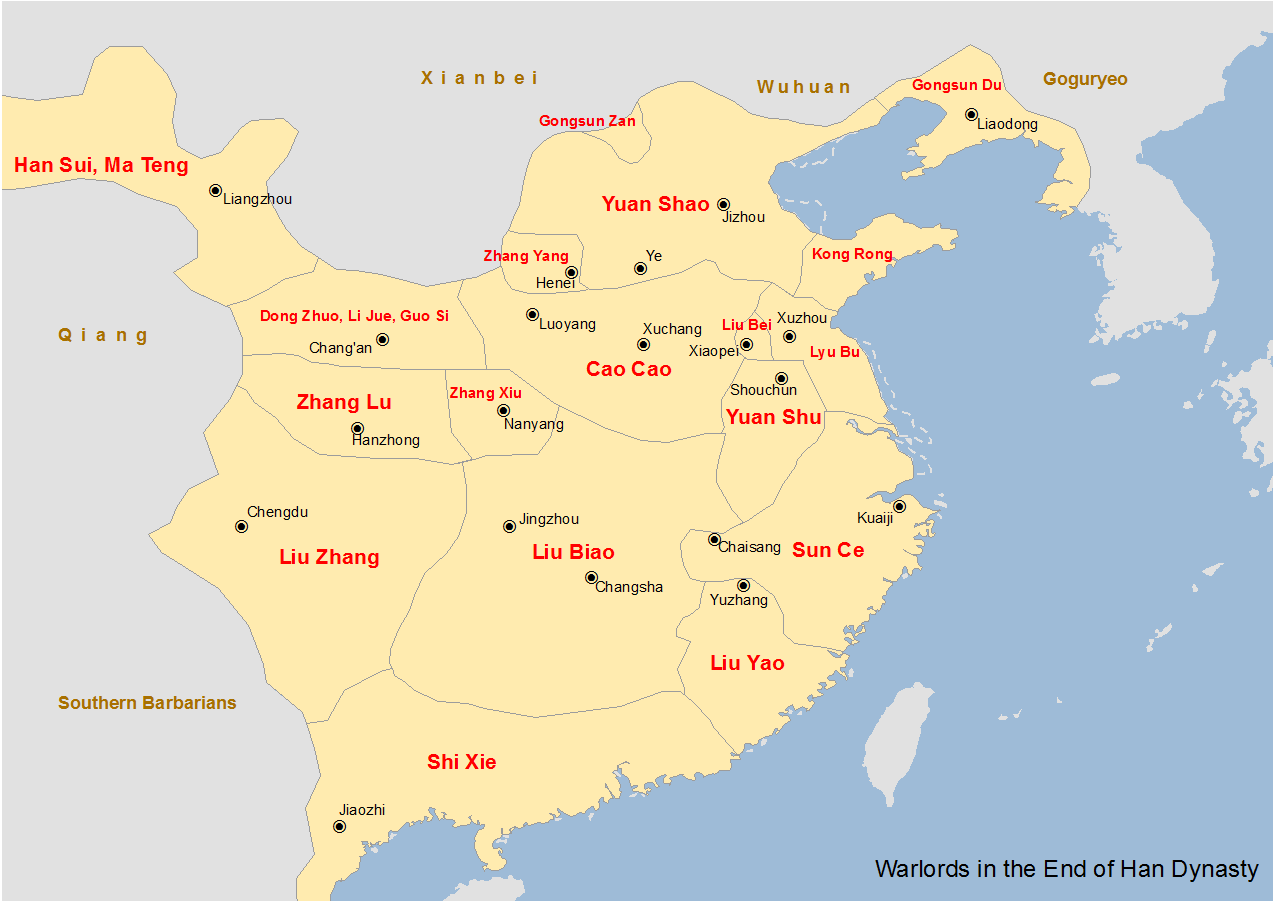
190年代の主な中国の群雄を示す地図

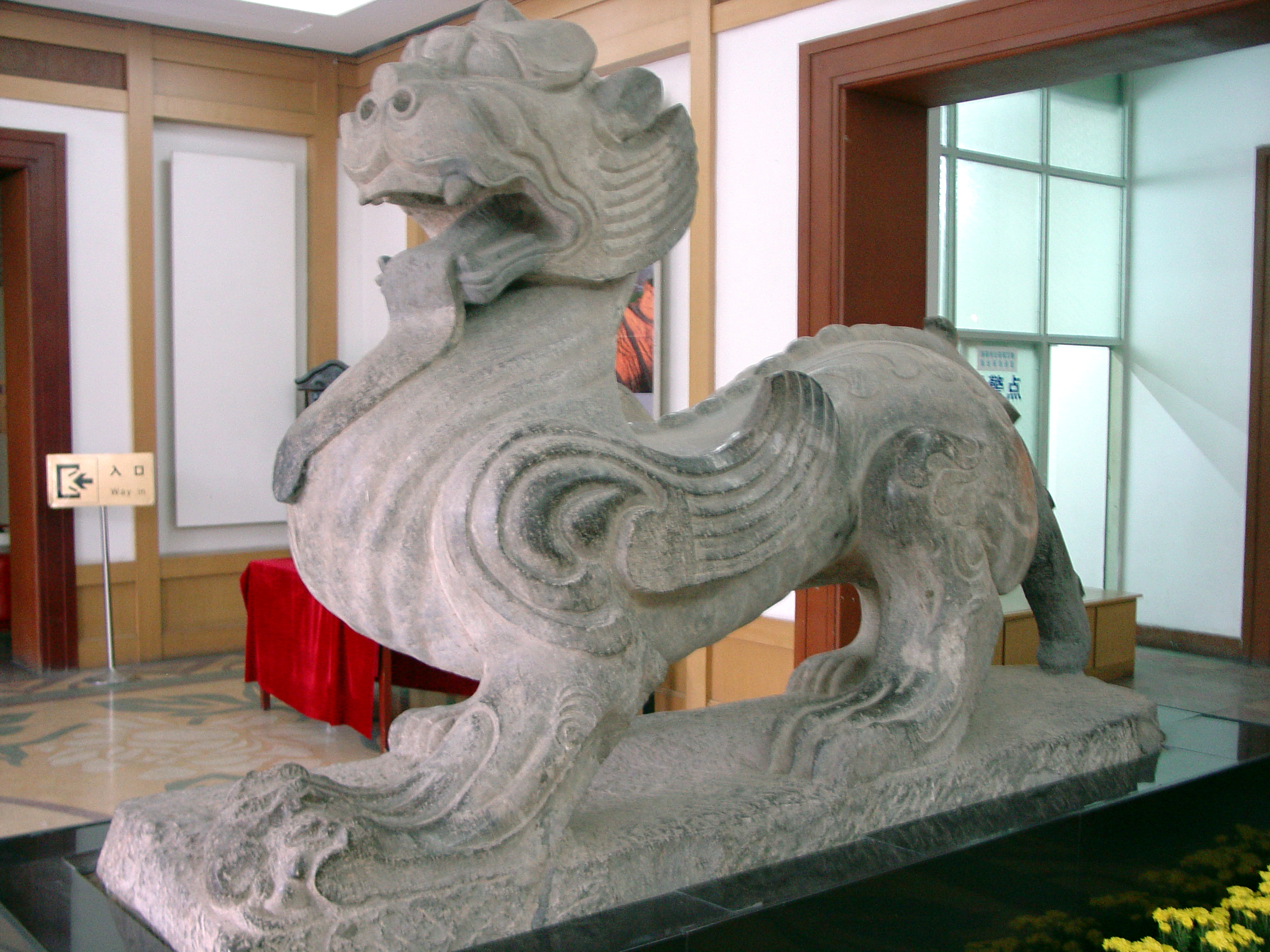
後漢の石彫りの墓の番人（天路）：洛陽の市立博物館

### 董卓の死とその後（192年）
董卓は長安に撤退すると更に政権を強固に掌握し続け、反対派を厳しく抑圧した。王允と黄琬や士孫瑞、楊瓚などの数人の官吏は董卓を暗殺することを企み、やがて董卓の里子の息子呂布を説得して仲間に入れた。董卓が一度激昂して呂布を殺しかけたことがあり董卓の女中の一人との秘め事が暴露されるのではないかとも恐れていたので呂布は董卓に恨みを抱いた。192年5月に呂布と王允に率いられた共謀者は董卓を暗殺し一族を虐殺した。
董卓が死ぬと董卓の恐怖政治による混乱は収まり中央政府は元の状態に戻ると考えられた。しかし王允は次第に傲慢になり、失脚の原因となる数個の失策を行った。呂布との良好な関係を維持することに失敗し、董卓の家臣への恩赦の申し出を拒んで解散を命令した。このことは董卓の家臣が虐殺の虞を抱く原因となった。董卓の女婿にあたる牛輔は、涼州で董卓軍を支配し王允に抵抗したが、後に友軍の誤射で死亡した。牛輔の家臣李傕や郭汜、樊稠らは宮廷への服従を望んだが、過去に王允に抵抗したために、王允は恩赦の申し出を拒否した。
後に李傕、郭汜、樊稠らは各々の軍隊を率いて長安を攻撃し、呂布を敗走させて王允を討った。

### 打ち続く戦乱（193年–196年）
長安の宮廷を支配すると李傕や郭汜、樊稠らは国家財政に一切の配慮をせずにやりたい放題であった。同時に中国中の各地の群雄が割拠の版図を拡げるため互いに争いを続けた。群雄の全員が名目上は献帝を正統な君主と認識しながらも、李傕軍と戦い続ける者がいる一方で李傕軍と友好的な群雄がいた。
193年、北部の群雄劉虞と公孫瓚の間で武力衝突が発生した。公孫瓚が継続的に袁紹に対して戦争を行った一方で劉虞は戦乱に強硬に反対した。劉虞と公孫瓚は献帝を偲びながら互いを攻撃し合った。やがて劉虞はこれに憤り、終に公孫瓚を攻撃したが、敗れて殺された。
195年、李傕と郭汜が樊稠を殺すと混乱が起き、後に互いの対立に発展した。郭汜が官吏を誘拐した一方で李傕は献帝を人質にし、双方が交戦した。この年の後半に李傕と郭汜は和睦し献帝が嘗ての首都洛陽に戻ることに合意したが、後にこの決定を後悔し献帝を追い求めた。李傕と郭汜が再び献帝を捕らえられないでいる一方で宮廷は貧しくなり自活が成らなかった。洛陽は董卓によって散々に焼き払われたため、洛陽は生活必需品が欠乏し、多くの官吏は餓死したり共食いに走ったりする有様であった。この頃袁紹の軍師・沮授は政府を効果的に支配できるために献帝を自分の領域に迎え入れることを提案した。然し、郭図や淳于瓊は献帝を領域に引き入れれば主要な決定で皇帝に屈し適切な儀礼上の仕来りを守る必要があると言って反対した。袁紹は長考したが、結局皇帝を迎え入れるかの決断を下すことはなかった。

## 曹操の下で漸進する再統一（196年–207年）

### 曹操、献帝を有名無実の権威として利用する
袁紹が依然献帝を迎え入れるか決められずにいる間に曹操は荀彧の進言もあり献帝を自分の領域に引き入れた。当時曹操は依然として兗州のみを支配する比較的弱小の群雄であった。196年に曹操は洛陽に向けて軍を率いた。自分の忠誠心を確信させながら（李傕と郭汜から献帝を匿っていた）董承と楊奉に出会い、献帝への謁見が許された。曹操は名目上、他の官吏や貴族と権力を共有していたが、実態は曹操が支配していた。官吏や貴族は然るべき敬意を以て扱われることを保証し、従って宮廷では僅かな反対を受けた。後に新しい首都を建設しながら許（現在の河南省許昌市）の本拠地に献帝を連れ戻した。
その時から曹操は献帝の臣民であったが実際は国家権力を行使し宮廷を牛耳った。然し、曹操は献帝を軽視する様子は決して見せず、その代わりに正式な儀式上の仕来りに従って帝に敬意を示した。実際は曹操に提出する場合でも、皇帝に提出するよう命じながら曹操は他の群雄に献帝の名前で勅令も発した。袁紹は曹操の勅令を受け取った群雄の一人で、その時になって袁紹は他の群雄を支配するのに皇帝を利用する機会を逸したことを察した。

### 曹操、権臣への道を昇る（196年–199年）

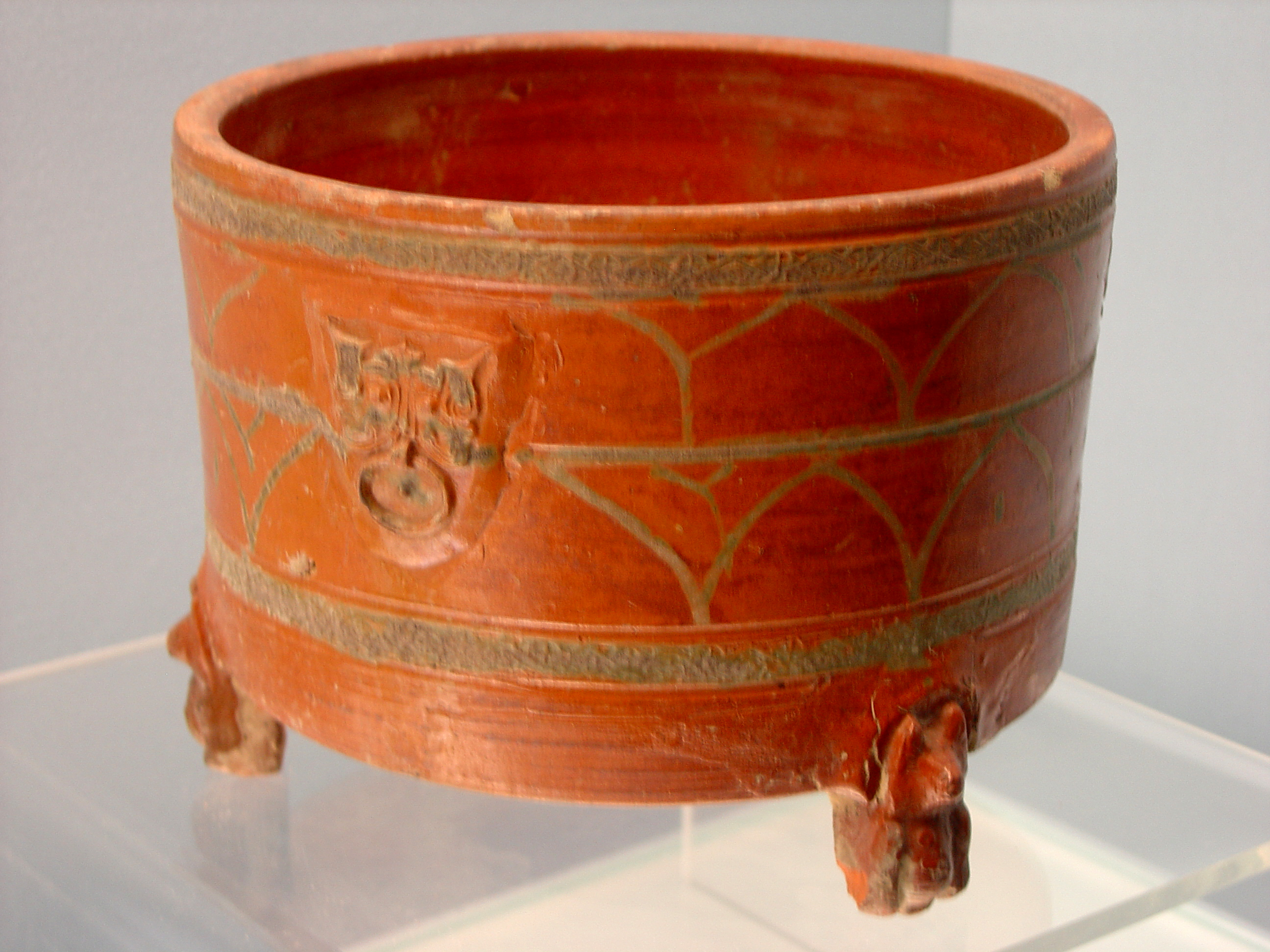
動物の足の付いた後漢の釉薬を塗った陶製の化粧品箱

許の新しい首都に移った後でさえ中央政府は依然として資金と食糧供給が欠乏していた。棗祗からの提案に従い、曹操は兵士が作物を育てるために送られる農業生産を増進し収穫は軍と民間で共有する新しい屯田政策を実施した。この政策は許周辺地域が高い生産力を誇る農地に発展する立派な結果を齎し、食糧が欠乏する問題は解決された。
この当時最も名の知られた群雄は以下の通りであった。
- 袁紹は（現在の河北省、山西省、山東省を含む）冀州、并州、青州を支配した。領土の一部は袁紹の3人の息子（袁譚、袁煕、袁尚）と甥の高幹が統治した。
- 袁術は現在の安徽省の大半と江蘇省の一部を支配した。
- 公孫瓚は現在の北京市、天津市、遼寧省西部を含む幽州を支配した。
- 劉表は（現在の湖北省と湖南省を含む）荊州を支配した。
- 劉璋は（四川盆地を含む）益州を支配した。
- 呂布は以前の統治者劉備から（現在の江蘇省北部を含む）徐州の支配を簒奪した。

他に依然として多くの弱小群雄がおり、曹操は特にこれらの群雄が投降するように仕向けようとした。197年に張繡が宛城で曹操に降伏した。然し後に張繡に怒りながら曹操は張繡の未亡人の恐れを抱いた。張繡は自分への曹操の暗殺計画を知り反乱を起こしm宛城で曹操に対して怒濤の攻撃を開始した。この戦いで曹操自身は辛うじて撤退に成功したもの、彼の長男曹昂、甥の曹安民、衛兵の典韋が戦死した（宛城の戦い）。張繡は賈詡の助言で結局199年〜200年の冬に曹操に降伏した。加えて197年に曹操は説得して現在の陝西省の殆どと、甘粛省に当たる地域を支配する馬騰と韓遂を降伏させられた。
この年、袁術が寿春（現在の安徽省寿県）で、仲の皇帝を僭称した。孫堅の息子の孫策は194年から199年に江南で平定戦争を行い、袁術との同盟関係を終わらせて独立した群雄になった（孫策の江東平定）。呂布も嘗ては袁術と同盟関係にあったが袁術との連携を止め寿春近くで大敗させ、また曹操も袁術を攻撃し破った。袁術は袁紹と結ぼうと北に逃れようとしたが、進路は塞がれ、199年に寿春に戻るところで病のために歿した（袁術討伐戦）。
198年に袁紹は曹操より献帝の奪取を試み、自身の領土に近い鄄城（現在の山東省菏沢市）に遷都するよう曹操を説得しようとしたが、曹操は拒否した。
この年の後半に、曹操は呂布を攻撃するために劉備と連合軍を形成し、呂布軍を下邳（現在の江蘇省睢寧県）にて破った。呂布は曹操の命令で捕縛の後に梟首となり、配下の張遼らは曹操に帰順して徐州は曹操の支配するところとなった。（下邳の戦い）
また、この時公孫瓚の領土は漢の北の国境に広がっていたが、199年に易京（冀州河間国）にて袁紹に敗れ自焚。公孫瓚の領土は完全に袁紹に併吞された（易京の戦い）。袁紹はこの時新興勢力・曹操の割拠する南に注意を向け、袁紹は劉表と同盟を結ぶなどして曹操攻撃に集中した。

### 官渡の戦い（200年–201年）

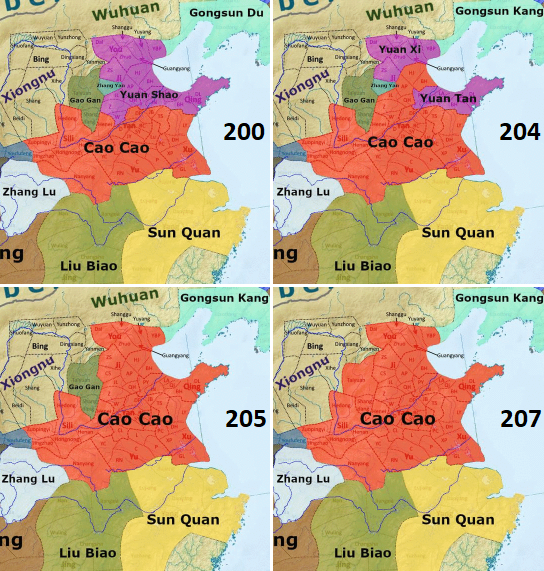
200年-207年の袁一族からの曹操の征服

袁紹は、部隊が公孫瓚との戦いの後で疲弊し必要だと論じる沮授と田豊の助言に反して自分の大軍が曹操軍を容易に蹂躙できると考え曹操との決戦を準備した。曹操が戦闘に向けた準備をする一方で董承や劉備など数人の官吏が曹操の暗殺を共謀していた。200年前半に曹操が徐州の知事に任命した車冑を殺すと、劉備は曹操と袂を分かつ機会を利用して徐州の支配を簒奪した。一方董承らは曹操の暗殺を企劃している最中であった。しかしこの企みは露見し、共謀者は家族諸共殺された。袁紹からの攻撃用に側面を開けたままこの時曹操は徐州の劉備を攻撃することで危険を冒した。しかし袁紹が曹操を攻撃する機会を捉えるよう田豊の助言を無視したために曹操は正しい選択をした。劉備は敗れ袁紹と結ぶために北に逃れた。劉備の将軍関羽は降伏し、これより一時曹操に仕えることなった。
劉備が敗れて直ぐに袁紹は曹操を攻撃する計画を実行に移し始めたが、この時は機会は過ぎたと言って田豊はこの決定に反対した。袁紹は田豊に怒り曹操を攻撃しに南下すると田豊を収監した。白馬の戦いで袁紹の顔良が降将関羽に、延津の戦いで文醜が曹操と荀攸の計略によって殺された。袁紹軍はその陣中で双璧を成していた猛将二人の死によって、士気は大いに揺るいだ。
200年後半までに袁紹軍と曹操軍は遂に黄河の南官渡（現在の河南省鄭州市）で衝突した（官渡の戦い）。袁紹は大量の軍勢と大量の補給という二つの点で曹操より優位に立っていたが、兵の精錬の程度は曹操軍の方が優位であった。小規模な小競り合いの後で、袁紹軍の降将許攸の計らいにより、曹操は淳于瓊の守る烏巣（当時は袁紹軍の兵站貯蔵所）に対して奇襲を仕掛けた。曹操はこの奇襲作戦のために自ら部隊を分遣した。袁紹は烏巣に援軍を送る代わりに曹操の宿営地への攻撃を張郃と高覧に命じたが、曹操軍の曹洪らに敗れて二将は曹操軍に投降した。曹操軍の楽進は烏巣に於いて淳于瓊を討って兵糧を断ち、その後も袁紹軍は曹操軍に徹底的に打ち破られ烏巣は陥落した。この敗戦は袁紹軍の士気に大きな打撃を与えた（烏巣の戦い）。
これらの袁紹軍の連敗によって、袁紹軍の殆どの兵士は曹操軍に殺されるか投降した。その一方で、袁紹は黄河の北に逃れ有力者として辛うじて存続したが、袁紹はこの時既に曹操の拡大する覇権に太刀打ちすることはできなかった。
201年、曹操軍は袁紹軍を倉亭（現在の山東省聊城市陽穀県）にて破った。（倉亭の戦い）

### 袁連合の崩壊（202年–207年）

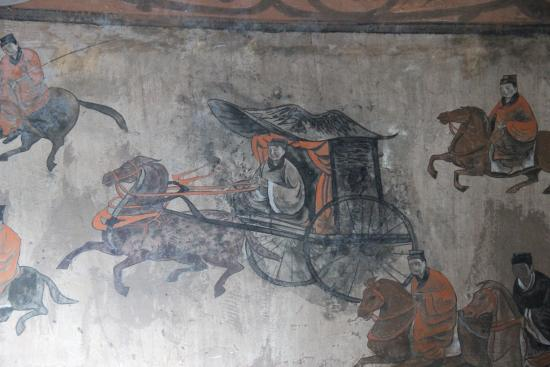
打虎亭漢墓の二輪馬車と騎兵隊を表す後漢後期の壁画

袁紹が202年に病で死ぬと後継争いが長男の袁譚と三男の袁尚の間で起こった。袁紹が死ぬ数年前に伝統的な後継制度に基づき袁譚が法定推定相続人に指名されるはずであったが、袁紹の妻劉氏が袁尚を寵愛していたがゆえに袁紹は自身の死後に袁尚の伯父袁成の養子とさせた。表面上は息子達の能力を見極めるために袁紹はこの時領土を息子と甥の高幹に分けた。斉州の根拠地は袁尚に与えられ、袁譚は青州を支配し、袁煕は幽州を統治し、高幹は并州を支配した。死の床で袁紹は誰が後継すべきか明確な意思表示をしなかった。袁紹の家臣の内で辛評と郭図に袁譚を左袒した一方で逢紀と審配は袁尚に左袒した。袁紹の死後、家臣の殆どは長男であることから当初袁譚が新しい当主になることを欲した。しかし審配と逢紀は袁尚を後継者に任じる意思表示を偽造した。
袁譚は激怒し曹操の注意を引きながら、曹操を攻撃する口実の下で部隊を移動させ、曹操は先制攻撃で報復した。袁尚は袁譚の救援に赴き、決定打のないまま曹操と戦った。（黎陽の戦い）
203年、曹操は袁に対して大勝利を収め、斉州の首都鄴に撤退させた。この時曹操は鄴を包囲する計画を立てたが、後に郭嘉の進言を受け入れて部隊を引き上げた。郭嘉は曹操が袁に圧力を加えれば共通の敵に対して連合するが曹操が撤退すれば不満な袁は内紛を始めると論じた。郭嘉の予言は後に依然として大きな相続を受けることで袁尚に遺恨のある袁譚が袁尚を攻撃するという現実のものとなったが、青州の部隊は袁尚に寝返った。また袁譚は平原郡（現在の山東省徳州市）に逃れたが、そこで袁尚に包囲された。袁譚は曹操に救援を求め、曹操は袁尚に平原郡に対する包囲を解かせながら鄴を攻撃しに北に向かった。
204年、袁は曹操が引き上げたと誤解し、そのために再び平原郡で兄弟を攻撃した。袁尚は拠点を守るべく撤退したが、曹操に敗れた。この時袁尚は中山郡（現在の河北省石家荘市）に向けて北に逃れ、鄴は曹操の手に落ちた（鄴の戦い）。また、高幹も曹操に并州を明け渡した。また袁譚は中山郡で敗れ、袁尚は幽州の袁煕と結ぶために更に北に逃れた。
袁譚は、曹操と袁尚が戦っている隙に、郭図の進言に従い冀州諸郡を次々と攻略し、袁尚の残党を吸収して勢力を盛り返した。然しこれが原因で曹操より盟約違反と批難され、曹操は袁譚を攻撃した。両者は南皮（現在の河北省滄州市）にて交戦し、袁譚ははじめ曹操軍を大いに苦しめ曹操は撤退も考えたが、曹純の進言によって袁譚に対し怒濤の攻撃を仕掛け、曹純は敗走する袁譚軍を追撃して袁譚を討った。また、郭図もこの時捕縛され家族諸共処刑された（南皮の戦い）。
その間に幽州では袁煕の家臣焦觸が反乱を起こして曹操に降伏し、袁煕と袁尚が烏桓の酋長・蹋頓がと結ぶために更に北に逃れざるを得なくした。この頃高幹も曹操に対して謀反を起こしたが、206年までに敗れ、劉表と結ぼうと南に逃れようとする間に殺された。
207年、曹操軍は烏桓を攻撃しに北に向かい、白狼山（現在の遼寧省朝陽市カラチン左翼モンゴル族自治県）にて破り、曹純の騎馬隊が蹋頓を俘囚とし、後に処刑した（白狼山の戦い）。楼班、袁煕、袁尚らは当時遼東（現在の遼寧省）を支配していた群雄公孫康の下で亡命を歎願した。公孫康は彼らが自分の下に居ると曹操が攻めてくることを恐れ、彼らを悉皆処刑してその首を曹操に送った。この時までに袁一族は滅ぼされ、華北では曹操による平定が進むこととなった。

### 中国南部の進展（194年–208年）
曹操は華北を再統一している間に、孫権、劉表、劉璋に対して行動する機会を待つ一方で南方への主な戦役を行わなかった。この時孫権は江東の領土を広げ軍隊を強化していた。208年に孫権は江夏の戦いで劉表の家臣黄祖を破り殺し、江夏（現在の湖北省武漢市新洲区）の黄祖の領土の殆どを奪取した。
曹操が袁一族を攻撃している間に劉備は劉表と結ぶために南に逃げ入り、曹操を抑えるために新野県の北の境に駐屯する劉表の家臣になった。202年、曹操は夏侯惇・于禁らに命じて劉備軍を攻撃したが、宛（現在の河南省南陽市）にて撃退された。（博望坡の戦い）

## 赤壁の戦い（208年–209年）

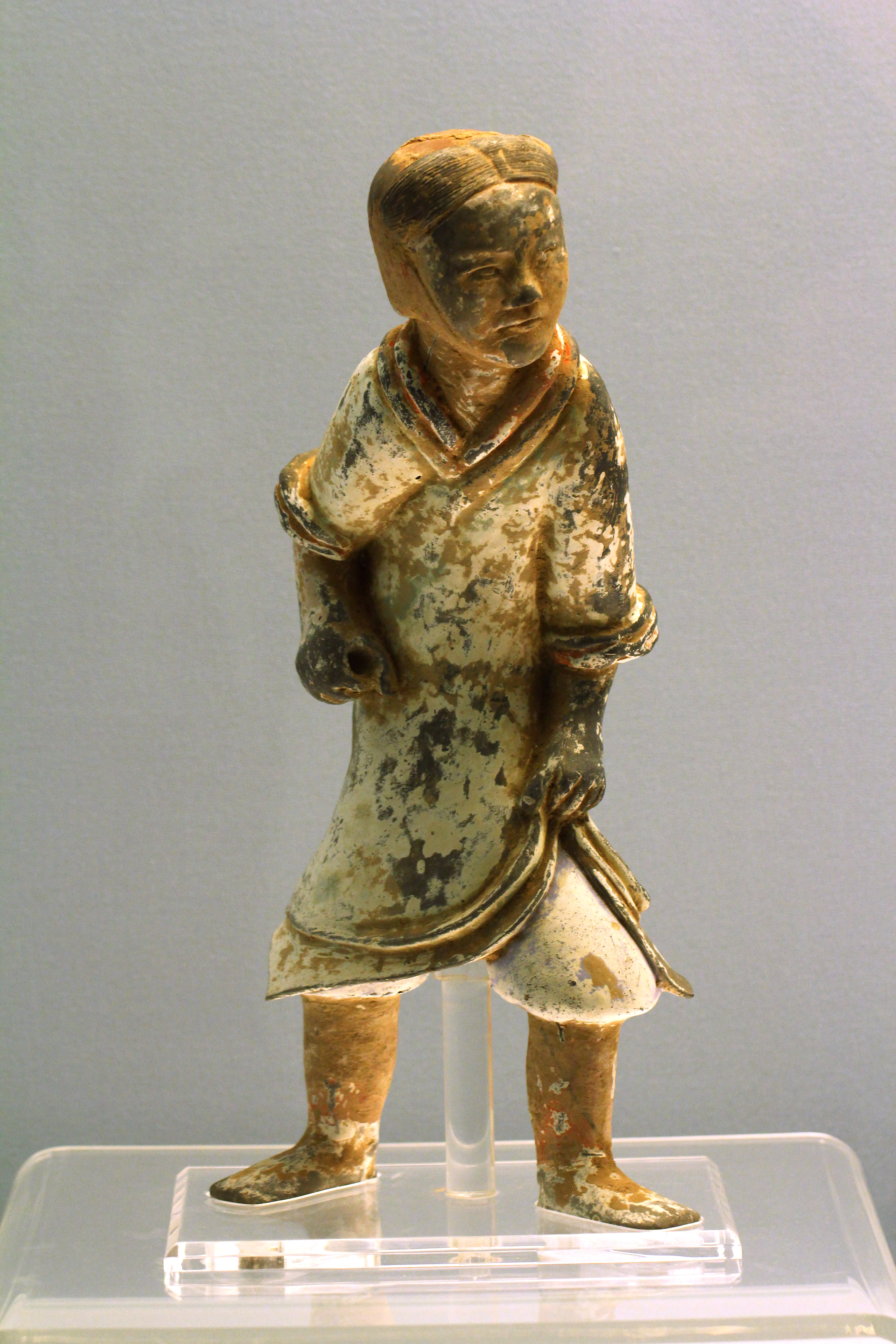
槍のなくなった後漢の陶製の兵士像

### 曹操の荊州侵攻（208年）
208年、曹操は劉表の割拠する荊州を征服する南方戦役を開始した。後継者争いが息子の劉琦と劉琮の間で起きた時には劉表は病で死に垂としていた。黄祖が敗れると、劉琦は劉表から黄祖が嘗て支配していた江夏の支配者に任じられた。劉琮は劉表の二番目の妻蔡氏から（姪と結婚したために）寵愛を受けており、荊州の首都襄陽市に留まった。結果、劉琮は劉表が死去すると兄劉琦を差し置いて荊州の新たな統治者となった。劉琮は北の曹操と南東の劉琦との二方面の戦争になる可能性を恐れて曹操に降伏し、荊州の殆どは曹操の支配するところとなった。然し、劉備は曹操に従うことを好まず、南に逃亡。途中で曹操の軽騎隊の一つが（一般住民を含む）撤退する劉備の部隊と遭遇し、長坂（現在の湖北省荊門市掇刀区）にて破った。劉備は殿であった張飛の活躍もあり命辛々逃れ、当陽（現在の湖北省宜昌市）へ逃亡した（長坂の戦い）。
江東では孫権が進軍する曹操軍に恐れを抱き、曹操に対抗するため劉備や劉琦と同盟を結ぶ論客として魯粛を派遣した。曹操は軍を派遣することについて孫権を脅すつもりで孫権に手紙を書いた。曹操自身は80万人の兵士がいると主張していたが、曹操軍の兵力は22万人と見積もられていた。劉備と劉琦の連合軍の兵力が全体で約1万人であった一方で孫権には3万人がいた。張昭ら孫権の重臣の多くは曹操の圧倒的な兵力を理由に降伏論を主張した。然し孫権は曹操が軍を派遣しても希望通りになる可能性はないとの周瑜や魯粛の開戦論に合意して拒否した。208年後半までに周瑜や魯粛、（外交上劉備の代理を務めていた）諸葛亮の助けを得て、曹操に対する孫権と劉備の間で同盟関係が結ばれた。

### 赤壁の戦い（208年）
孫権は周瑜を主に軍船に留まっている3万人の部隊の司令官に据えた。周瑜は部隊が陸上に駐屯する劉備と共同で防衛点を定めた。この頃疫病が拡大したために大いに曹操軍を弱らせることとなり、周瑜の部下黄蓋が偽りの投降を用いた火攻めで曹操軍を攻撃し、曹操軍の艦船と岸辺の軍営を焼き払ったこともあり曹操軍は撤退を余儀なくされた。烏林（現在の湖北省洪湖市）の曹操の地上部隊も孫権軍と劉備軍に攻撃され撃退された。曹操はこれらで徹底的に破られ、江陵に（現在の湖北省荊江、現在の湖北省江陵県とは別）戻るべく北に撤退せざるを得なかった。（赤壁の戦い）

## 三国時代へ（209年–220年）

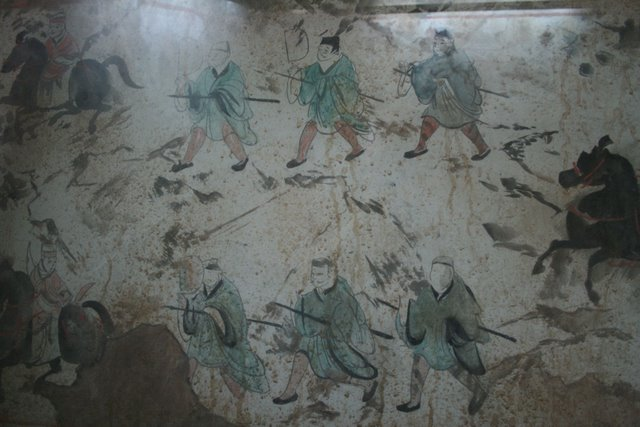
2輪馬車や馬、人物を描いた後漢の洛陽の墓のフレスコ画

### 孫権と劉備の荊州征服（209年–210年）
赤壁の戦いが終わってすぐに周瑜が指揮する孫権軍は曹操に江陵の戦いに繫がるもう一つの攻撃を仕掛けて圧力を掛けた。一方で劉備は荊州南部の武陵、長沙、零陵、桂陽の4郡を攻撃し支配下に置く機会を利用した。その結果、曹操は209年前半までに曹操は荊州の殆どを孫権・劉備連合軍に対して失った。
劉備が4郡征服後に割合強大になると、孫権は劉備のことで不安になり、妹の孫夫人と劉備の結婚を設定することで同盟関係を強化することにした。周瑜は劉備の意図に疑念を抱き孫権に劉備を捕縛・軟禁し劉備軍を支配するよう提案した。然し孫権はこの計画が成功すれば劉備軍は劉備に背くと考えたので周瑜の考えを拒絶した。孫権は現在の陝西省南部や四川盆地などの中国西部の一部を支配する群雄の劉璋と張魯を攻撃することを検討することで周瑜の提案に同意したが、210年に周瑜が病死したため中止となった。孫権は西に境界を拡げることはせず、士燮ら現在の広東省、広西チワン族自治区、ベトナム北部の指導者に歩騭の軍を差し向けるなどして服従するよう説得し、この地域は孫権領になった。劉備が南部が軍を維持する糧食が欠乏していると訴えると、この時孫権は同様に荊州北部を「貸与する」ことに同意した。

### 曹操の北西戦役（211年）

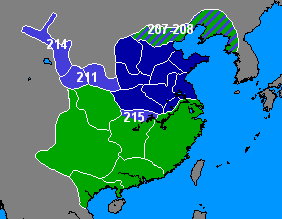
206年の曹操の領土
207年–215年の曹操の征服
他の群雄

赤壁の戦いでの敗北を慮り、数年間自分の部隊に休息を取らせると、曹操は211年に(表面上は)漢中の張魯を攻撃すべく大きな進軍をした。涼州と雍州を支配する群雄の韓遂と馬超は曹操に自分達に対する意図があると疑い報復として攻撃を開始した。馬超と韓遂に率いられた函谷関の西からの部隊の連合は、211年に潼関の戦いで曹操に敗れ領土はその後数年で曹操に併吞された。

### 劉備の入蜀（212年–214年）

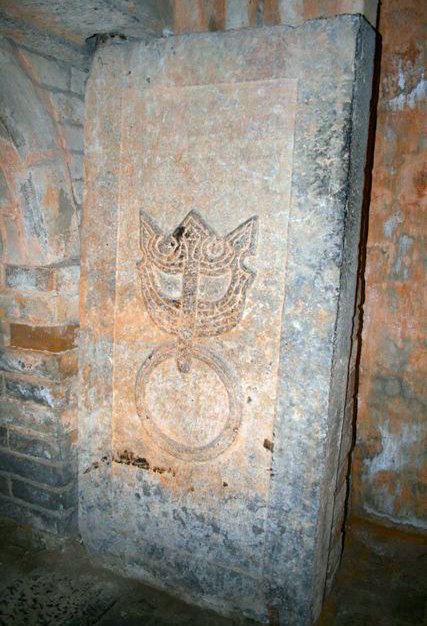
古代中国美術で広く見られる饕餮の顔をあしらったドアノッカーを表す後漢時代の洛陽の石棺墓の扉

益州の劉璋は張魯と曹操からの攻撃を受ける可能性を恐れるようになり、これらの脅威から守るのを手助けするため自身の領土に劉備を引き入れようと法正を派遣した。法正は劉璋の統治に尊敬の念を抱いておらず劉備に主君を変えたがっていたため、劉備に益州を支配する機会を利用するよう求めた。劉備は法正の提案を心に留めて劉璋からの温かい歓迎を受ける益州に部隊を率いた。劉璋は張魯に対抗するために益州北部の葭萌関の駐屯地に劉備を派遣した。
212年に劉備と劉璋は互いに敵意を抱くようになり戦争を行った。諸葛亮は劉璋を攻撃するに当たって主君と連絡するべく荊州に劉備軍を派遣した。関羽は荊州を守るために残った。劉備は龐統が戦死するなど苦戦するも、劉璋軍の多くを破り、終に劉璋は降伏して益州を劉備に明け渡した。益州は劉備の新しい拠点となり、北の曹操に対する天然の防衛として山岳の環境を利用した。
同じ年に劉備は益州を乗っ取り、5年前に孫権から「借りた」荊州の返還を拒否すると劉備と孫権の外交関係は悪化した。孫権は関羽に対する最初の攻撃を開始し、荊州東部の多くの地域を服従させた。然し関羽と魯粛が交渉すると劉備は長沙、江夏、桂陽の3郡を孫権に明け渡すことに合意し、同盟関係を更新して湘江沿いに荊州を分割した。

### 陽平関と漢中での戦役（215年–219年）

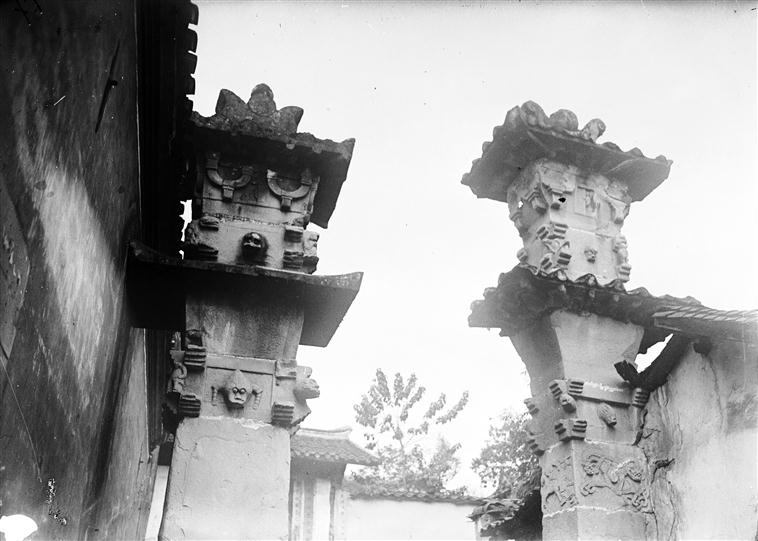
嘗て巴蔓子寺院に属していた忠県の後漢時代の石棺の闕

215年に曹操は張魯を破って降伏させ、漢中の領土は曹操の支配するところとなった（216年1月/陽平関の戦い）。南に移動して益州の劉備を攻撃するという家臣の助言に反して曹操は部隊を引き上げ、漢中を防衛する小部隊を指揮する夏侯淵を移動させた。翌年、曹操は魏王に封じられた。
217年に劉備は曹操から漢中を奪取すべく戦争を開始した（漢中の戦い）。曹操は219年に夏侯淵が劉備軍の黄忠に討たれて（定軍山の戦い）以来、怯えるようになり劉備に対抗できる援軍とすぐに合流した。然し、（劉備に漢中を渡し軍を引き上げる決定をする前の漢中の戦いの衝突を除いて）双方は膠着状態に陥ったままであった。続いて劉備はこの勝利の後で「漢中王」を自称した。

### 孫権と劉備の同盟関係の崩壊（219年–220年）
劉備が漢中を攻撃していた頃に関羽も曹仁が守っていた曹操領土の樊城（現在の湖北省襄陽市樊城区）を攻撃すべく荊州から北に前進した。曹仁が毅然として何とか自分の位置を守ろうとした一方で、関羽は樊城を包囲し、その状況は曹操が許より遷都を考える程に深刻であったとされる。
同時に関羽が嘗て3つの出来事で孫権に敵意を示したために孫権は益々関羽に敵愾心を燃やすようになった。即ち関羽は劉備が孫権に明け渡すと約束した3郡を奪い、関羽は樊城での決戦で使うための食糧を孫権の拠点の一つから奪い、孫権が自身の息子と関羽の娘の婚礼を申し込むと関羽は孫権を嘲笑した。関羽が樊城攻撃に向かうと孫権は東から荊州に対する攻撃を開始すべく呂蒙を派遣し、数週間で荊州を征服した。関羽軍の士気は急激に低下しわずか約300人を残すまでに兵士は徐々に関羽を見限った。関羽は孤立し軈て孫権軍に包囲され、包囲を突破しようと試みたが待ち伏せに遭い捕らえられた。関羽は降伏を拒否し結局孫権の命令で処刑された。この出来事は孫権と劉備の同盟関係を終わらせることを決定付けた（樊城の戦い）。孫権は名目上は曹操に服従し「呉侯」の位を封爵された。またこの際、孫権は皇帝即位を求める書翰を曹操に送ったが、断られた。

## 献帝の退位（220年）
曹操が220年3月に薨去し、息子の曹丕が献帝の正式な承認を待たずに「魏王」の爵位を相続した。220年の冬に献帝は伝国璽を曹丕に送り、曹丕の意向により遜位する旨を認めた勅令を渙発した。曹丕は3度帝位禅譲を辞退したが、結局は受け入れた。則ち、此処に漢王朝は終焉を迎えることとなり、曹丕は許から洛陽に遷都し魏(曹魏)を建国した。
これに対抗すべく、劉備は221年に成都を都に皇帝に即位し、蜀漢(蜀)を建国した。孫権は222年まで(名目上は)曹丕の家臣であったが、229年遂に皇帝に即位し、呉(孫呉/東呉)を建国した。そしてこれによって三国時代が幕を開けた。

## 参照
1. ↑  de Crespigny (2007), pp. 37.

- de Crespigny, Rafe (2007). A Biographical Dictionary of Later Han to the Three Kingdoms 23–220 AD. Leiden: Brill. ISBN 9789004156050
- Zizhi Tongjian, vols. 59, 60, 61, 62, 63, 64, 65, 66, 67, 68, 69.
- Book of Later Han, vol. 9.